# رابرت استانتون (بازیگر)
رابرت استانتون (انگلیسی: Robert Stanton؛ زادهٔ ۸ مارس ۱۹۶۳) یک بازیگر سینما، و هنرپیشه اهل ایالات متحده آمریکا است. وی از سال ۱۹۸۵ میلادی تاکنون مشغول فعالیت بوده‌است.

## گزیده فیلمشناسی
از فیلم‌ها یا برنامه‌های تلویزیونی که وی در آن نقش داشته‌است می‌توان به آثار زیر اشاره کرد.
- باب رابرتس (۱۹۹۲)
- دنیس تهدید (فیلم) (۱۹۹۳)
- آب را نخورید (۱۹۹۴)
- رقص برهنه (فیلم) (۱۹۹۶)
- گوشه قرمز (۱۹۹۷)
- میدان واشینگتن (۱۹۹۸)
- فریژر (۱۹۹۸)
- طلوع مرکوری (۱۹۹۸)
- دیدبان سوم (۲۰۰۱)
- آمریکایی آرام (فیلم ۲۰۰۲) (۲۰۰۲)
- رئیس دولت (فیلم) (۲۰۰۳)
- همسران استپفورد (فیلم ۲۰۰۴) (۲۰۰۴)
- مرا گناهکار بدان (۲۰۰۵)
- شکارچی انسان (۲۰۰۳)
- بولی (بازی ویدئویی) (۲۰۰۶)
- آرتور و انتقام مالتازارد (۲۰۰۹)
- آرتور ۳: جنگ دو جهان (۲۰۱۰)
- همسر خوب (۲۰۱۳)
- نارنجی مد جدید است (۲۰۱۳)
- داستان واقعی (فیلم) (۲۰۱۵)
- جیسون بورن (فیلم) (۲۰۱۶)